# Herman Schwan
Pour les articles homonymes, voir Schwan.
Herman P. Schwan (7 août 1915 à Aix-la-Chapelle, province de Rhénanie - 17 mars 2005 à Radnor, Pennsylvanie, États-Unis) était un physicien qui apporta sa contribution au développement de l'ingénierie biomédicale.

## Biographie
En 1940 il soutint un doctorat en physique et en 1946 un doctorat en biophysique, à l'Université Johann Wolfgang Goethe de Francfort-sur-le-Main. De 1937 à 1947, il travailla à l'Institut Max Planck de Francfort. Il émigra aux États-Unis en 1947 ou il travailla pour l'école de médecine de l'Université de Pennsylvanie.
Il est un ancien membre de l'IEEE et l'AAAS. Il reçut la médaille Edison (de l'IEEE) en 1983.